# 曹司
曹司（ぞうし/そうし）とは、局（つぼね）とも呼び、官司の庁舎もしくは官司の建物の一部や部屋のこと。前者（官司の庁舎）の意味において庁とも同義とされ、両者を合わせて「曹司庁」とも称された。儀式や政務の場所、詰所として用いられた。

## 概要
奈良時代・平安時代には貴族・官人たちは朝に朝堂院に集まって執務（朝政）を行うことになっていたが、朝政の時間が終わるとそれぞれの曹司に移って残りの執務を行ったり休息をしたりした。奈良時代の中期頃より執務の中心が曹司に移るようになり、井戸や厨といった設備も設けられるようになっていく。『延喜式』の太政官式には百官は3月から10月までは朝堂で執務を行い、それ以外は曹司で行うことが規定されている。
大学寮の学舎兼宿舎の施設も曹司と呼ばれ、明経道・明法道・算道を学ぶ三道院の東西の舎に曹司が置かれた。また、後から登場した紀伝道のために設けられた文章院には別途東西両曹司が設置された。更に大学寮の外に有力氏族が一族の学生のために設置した寄宿施設は大学別曹と呼ばれた。なお、明法道の曹司のことを略して「法曹」と読んでいたが、のちに「下級の監獄官吏」「法を司る官僚」に転じて、裁判官と検察官を指す言葉として用いられた。
更に高官や特定の役職の官人・女官のために建物やその中の部屋を曹司として与えられるケースもあった。平安宮には太政官の曹司（太政官曹司・官曹司庁）を始め、大臣曹司・弁官曹司・職御曹司（中宮職の曹司）などが設置されていた。また、転じて貴人の邸宅内にある部屋のことも曹司と称した。
また、貴人の子弟は独立するまでは親の邸宅の中に部屋（曹司）を与えられていた。こうした部屋住みのことを『今昔物語集』では「曹司住」と呼ばれ、また「御曹司」とも称されてこちらは今日でも用いられている呼び方である。